# Lawndale, Kalifornien
För staden i San Mateo County som fram till 1941 hette Lawndale, se Colma.
Lawndale är en stad (city) i Los Angeles County, i delstaten Kalifornien, USA. Enligt United States Census Bureau har staden en folkmängd på 33 006 invånare (2011) och en landarea på 5,1 km².